# Прукнер, Дионис
Дионис Прукнер (нем. Dionys Pruckner; 12 мая 1834, Мюнхен — 1 декабря 1896, Гейдельберг) — немецкий пианист и музыкальный педагог.
Родился в семье владельца фабрики кистей и щёток, который, однако, был музыкантом-любителем высокого уровня, учеником флейтиста Теобальда Бёма, и всецело поддерживал интерес сына к музыке. Учился у Фридриха Ниста, впервые выступил с концертом в 12-летнем возрасте. В мюнхенской музыкальной среде юный Прукнер пользовался всесторонней поддержкой, Игнац Лахнер занимался с ним теорией, Франц Лахнер привлекал для участия в организуемых им концертах.
В 1850—1851 гг. Прукнер путешествовал по Германии для расширения профессионального кругозора, посетил Людвига Шпора в Касселе, выступил в Лейпциге с Оркестром Гевандхауса и в конце 1851 года прибыл в Веймар к Францу Листу, где остался на четыре года для дальнейшего обучения; отношения с Листом Прукнер сохранял и далее, в 1863 г. Лист посвятил ему Два концертных этюда. Среди прочего Прукнер сопровождал Листа в его поездке к Рихарду Вагнеру в Базель. В окружении Листа Прукнер сдружился, в частности, с Иоахимом Раффом и Гансом фон Бюловом, последний посвятил ему свою фортепианную пьесу «Приглашение к польке». В 1856 г. Прукнер некоторое время жил в Вене, чтобы консультироваться с Карлом Черни, затем вернулся в Мюнхен, где с успехом концертировал как солист.
В 1858 г. Прукнер был приглашён преподавать в основанную годом раньше Штутгартскую консерваторию и работал в ней до конца жизни, ограничив сольные выступления до минимума. Впрочем, с 1861 г. Прукнер охотно выступал в составе фортепианного трио с Эдмундом Зингером и Юлиусом Гольтерманом, особенно часто исполняя сочинения Роберта Шумана и Иоганнеса Брамса. В 1869 г. Прукнеру было предложено место профессора в Санкт-Петербургской консерватории (вместо умершего Александра Драйшока), однако он отказался. В 1871—1872 гг. он совершил единственную свою продолжительную гастрольную поездку — турне по США (концерты в Нью-Йорке прошли при участии Леопольда Дамроша). Среди штутгартских учеников Прукнера были, в частности, Эрнест Шеллинг, Мэри Вурм и Реджинальд Де Ковен.
Умер после неудачного обследования в клинике Гейдельбергского университета.